# Municipio de Aytos
El municipio de Aytos (búlgaro: Община Айтос) es un municipio búlgaro perteneciente a la provincia de Burgas.
En 2013 tiene 28 440 habitantes.
Comprende la capital municipal Aytos, donde viven tres cuartas partes de la población municipal, y los pueblos de Dryankovets, Zetyovo, Karageorgievo, Karanovo, Lyaskovo, Malka, Polyana, Maglen, Peshtersko, Pirne, Polyanovo, Raklinovo, Sadievo, Topolitsa, Cherna Mogila, Chernograd y Chukarka.
Se ubica en el norte de la provincia, unos 25 km al noroeste de la capital provincial Burgas.